# Bulbophyllum grandimesense
Bulbophyllum grandimesense es una especie de orquídea epifita originaria de Australia. 

## Descripción
Es una  orquídea de pequeño tamaño, de crecimiento cálido con hábitos de epífita  con un rizoma escasamente ramificado envuelto por brácteas de color marrón y que lleva pseudobulbos desnudos, de color verde oscuro con hojas de color verde oscuro, carnosas , estrechas y un acanalado poco profundo de base peciolada. Florece en el otoño en una inflorescencia de  1,5 cm  de largo, por lo general una sola inflorescencia.

## Distribución y hábitat
Se encuentra en Queensland Australia en las selvas tropicales en las pequeñas ramas altas de los árboles en las elevaciones de 600 a 800 metros.   

## Taxonomía
Bulbophyllum grandimesense fue descrita por Bruce Gray & D.L.Jones   y publicado en Austrobaileya 3: 141. 1989.
Etimología
Bulbophyllum: nombre genérico que se refiere a la forma de las hojas que es bulbosa.
grandimesense: epíteto
Sinonimia
- Oxysepala grandimesensis (B.Gray & D.L.Jones) D.L.Jones & M.A.Clem.[3][4]